# 双射

一个双射函数

數學中，一個由集合{\displaystyle X}映射至集合{\displaystyle Y}的函數，若對每一在{\displaystyle Y}內的{\displaystyle y}，存在唯一一個在{\displaystyle X}內的{\displaystyle x}与其对应，且對每一在{\displaystyle X}內的{\displaystyle x}，存在唯一一個在{\displaystyle Y}內的{\displaystyle y}与其对应，則此函數為對射函數。
換句話說，如果其為兩集合間的一一對應，则{\displaystyle f}是雙射的。即，同時為單射和滿射。
例如，由整數集合{\displaystyle \mathbb {Z} }至{\displaystyle \mathbb {Z} }的函數{\displaystyle \operatorname {succ} }，其將每一個整數{\displaystyle x}連結至整數{\displaystyle \operatorname {succ} (x)=x+1}，這是一個雙射函數；再看一個例子，函數{\displaystyle \operatorname {sumdif} }，其將每一對實數{\displaystyle (x,y)}連結至{\displaystyle \operatorname {sumdif} (x,y)=(x+y,x-y)}，這也是個雙射函數。
一雙射函數亦簡稱為雙射（英語：bijection）或置換。後者一般較常使用在{\displaystyle X=Y}時。以由{\displaystyle X}至{\displaystyle Y}的所有雙射組成的集合標記為{\displaystyle X\leftrightarrow Y}。
雙射函數在許多數學領域扮演著很基本的角色，如在同構的定義（以及如同胚和微分同構等相關概念）、置換群、投影映射及許多其他概念的基本上。

## 複合函數與反函數

一个複合所得的双射，左侧为单射，右侧为满射。

一函數{\displaystyle f}為雙射的若且唯若其逆關係{\displaystyle f^{-1}}也是個函數。在這情況，{\displaystyle f^{-1}}也會是雙射函數。
兩個雙射函數{\displaystyle f:X\leftrightarrow Y}及{\displaystyle g:Y\leftrightarrow Z}的複合函數{\displaystyle g\circ f}亦為雙射函數。其反函數為{\displaystyle (g\circ f)^{-1}=(f^{-1})\circ (g^{-1})}。
另一方面，若{\displaystyle g\circ f}為雙射的，可知{\displaystyle f}是單射的且{\displaystyle g}是滿射的，但也僅限於此。
一由{\displaystyle X}至{\displaystyle Y}的關係{\displaystyle f}為雙射函數若且唯若存在另一由{\displaystyle Y}至{\displaystyle X}的關係{\displaystyle g}，使得{\displaystyle g\circ f}為{\displaystyle X}上的恆等函數，且{\displaystyle f\circ g}為{\displaystyle Y}上的恆等函數。必然地，此兩個集合會有相同的勢。

## 雙射與勢
若{\displaystyle X}和{\displaystyle Y}為有限集合，則其存在一兩集合的雙射函數若且唯若兩個集合有相同的元素個數。確實，在公理集合論裡，這正是「相同元素個數」的定義，且廣義化至無限集合，並導致了基數的概念，用以分辨無限集合的不同大小。

## 例子與反例
- 對任一集合{\displaystyle X}，其恆等函數為雙射函數。
- 函數{\displaystyle f:\mathbb {R} \rightarrow \mathbb {R} }，其形式為{\displaystyle f(x)=2x+1}，是雙射的，因為對任一{\displaystyle y}，存在一唯一{\displaystyle x=(y-1)/2}使得{\displaystyle f(x)=y}。
- 指數函數{\displaystyle g:\mathbb {R} \rightarrow \mathbb {R} }，其形式為{\displaystyle g(x)=e^{x}}，不是雙射的：因為不存在一{\displaystyle \mathbb {R} }內的{\displaystyle x}使得{\displaystyle g(x)=-1}，故{\displaystyle g}非為雙射。但若其陪域改成正實數{\displaystyle \mathbb {R} ^{+}=(0,+\infty )}，則{\displaystyle g}便是雙射的了；其反函數為自然對數函數{\displaystyle \ln }。
- 函數{\displaystyle h} : {\displaystyle \mathbb {R} \rightarrow [0,+\infty )}，其形式為{\displaystyle h(x)=x^{2}}，不是雙射的：因為{\displaystyle h(-1)=h(1)=1}，故{\displaystyle h}非為雙射。但如果把定義域也改成{\displaystyle [0,+\infty )}，則{\displaystyle h}便是雙射的了；其反函數為正平方根函數。
- {\displaystyle \mathbb {R} \to \mathbb {R} :x\mapsto (x-1)x(x+1)=x^{3}-x}不是雙射函數，因為{\displaystyle -1,0}和{\displaystyle 1}都在其定義域裡且都映射至{\displaystyle 0}。
- {\displaystyle \mathbb {R} \to [-1,1]:x\mapsto \sin(x)}不是雙射函數，因為{\displaystyle \pi /3}和2{\displaystyle \pi /3}都在其定義域裡且都映射至{\displaystyle {\sqrt {3}}/2}。

## 性質
- 一由實數{\displaystyle \mathbb {R} }至{\displaystyle \mathbb {R} }的函數{\displaystyle f}是雙射的，若且唯若其圖像和任一水平線相交且只相交於一點。
- 設{\displaystyle X}為一集合，則由{\displaystyle X}至其本身的雙射函數，加上其複合函數「{\displaystyle \circ }」的運算，會形成一個群，即為{\displaystyle X}的對稱群，其標記為{\displaystyle {\mathfrak {S}}(X)}、{\displaystyle {\mathfrak {S}}_{X}}或{\displaystyle X!}。
- 取一定義域的子集{\displaystyle A}及一陪域的子集{\displaystyle B}，則

{\displaystyle |f(A)|=|A|}且{\displaystyle |f^{-1}(B)|=|B|}。
- 若{\displaystyle X}和{\displaystyle Y}為具相同勢的有限集合，且{\displaystyle f:X\to Y}，則下列三種說法是等價的：

1. {\displaystyle f}為一雙射函數。
2. {\displaystyle f}為一滿射函數。
3. {\displaystyle f}為一單射函數。

- 一个严格的单调函数是双射函数，但双射函数不一定是单调函数（例如{\displaystyle y=x^{-3}}）。

## 雙射與範疇論
形式上，雙射函數恰好是集合範疇內的同構。

## 另見
- 等势
- 單射
- 同構
- 置換
- 對稱群
- 满射
- 雙射計數法
- 水平线测试

## 外部連結
- Hazewinkel, Michiel (编), , , Springer, 2001, ISBN 978-1-55608-010-4
- 埃里克·韦斯坦因. . MathWorld.
- Earliest Uses of Some of the Words of Mathematics: entry on Injection, Surjection and Bijection has the history of Injection and related terms.（页面存档备份，存于）